# The Best of L'Arc-en-Ciel 1994-1998
The Best of L'Arc-en-Ciel 1994–1998 è il secondo greatest hits del gruppo giapponese dei L'Arc~en~Ciel. È stato pubblicato il 19 marzo 2003 dalla Ki/oon Records, in simultanea con The Best of L'Arc-en-Ciel 1998–2000 e The Best of L'Arc-en-Ciel C/W, ed ha raggiunto la sesta posizione della classifica Oricon, rimanendo in classifica per tredici settimane e vendendo 180 662 copie.

## Tracce
1. In the Air
2. Blurry Eyes
3. Vivid Colors
4. and She Said
5. Natsu no Yuuutsu [time to say good-bye] (夏の憂鬱)
6. Kaze ni Kienaide (風にきえないで)
7. flower
8. Lies and Truth
9. Caress of Venus
10. the Fourth Avenue Café
11. Niji (虹)
12. winter fall
13. Shout at the Devil
14. fate
15. Anata (あなた)